# Championnats panaméricains d'escrime 2015
Navigation
Édition précédente Édition suivante
Les 10es championnats panaméricains d'escrime se déroulent dans le Estadio Nacional de Chile à Santiago du Chili du 17 au 26 avril 2015.

## Médaillés
| Épreuves                               | Or                                                                                     | Argent                                                                         | Bronze                                                                                              |
| -------------------------------------- | -------------------------------------------------------------------------------------- | ------------------------------------------------------------------------------ | --------------------------------------------------------------------------------------------------- |
| Épée                                   |                                                                                        |                                                                                | |
| Hommes individuel résultats détaillés  | Rubén Limardo                                                                          | Maxime Brinck-Croteau                                                          | Francisco Limardo Reynier Henriquez Ortiz                                                           |
| Hommes par équipes résultats détaillés | États-Unis- Jimmy Moody - Benjamin Bratton - Jason Pryor - Ari Simmons                 | Venezuela- Kelvin Cañas - Silvio Fernández - Francisco Limardo - Rubén Limardo | Argentine- José Félix Domínguez - Alessandro Taccani - Jesús Andrés Lugones Ruggeri - Laszlo Gaspar |
| Femmes individuel résultats détaillés  | Nathalie Moellhausen                                                                   | Kelley Hurley                                                                  | Katharine Holmes Leonora Mackinnon                                                                  |
| Femmes par équipes résultats détaillés | États-Unis- Isabel Ford - Katharine Holmes - Courtney Hurley - Kelley Hurley           | Venezuela- Lizze Asis - Eliana Lugo - Dayana Martinez - Maria Martinez         | Cuba- Yoslaine Cardenal - Seily Mendoza - Yamilka Rodríguez                                         |
| Fleuret                                |                                                                                        |                                                                                | |
| Hommes individuel résultats détaillés  | Race Imboden                                                                           | Alexander Massialas                                                            | Gerek Meinhardt Heitor Shimbo                                                                       |
| Hommes par équipes résultats détaillés | États-Unis- Nobuo Bravo - Miles Chamley-Watson - Race Imboden - Alexander Massialas    | Brésil- Ghislain Perrier - Guilherme Toldo - Fernando Scavasin - Heitor Shimbo | Canada- Étienne Lalonde-Turbide - Anthony Prymack - Eli Schenkel - Maximilien Van Haaster           |
| Femmes individuel résultats détaillés  | Lee Kiefer                                                                             | Nicole Ross                                                                    | Isis Giménez Saskia Loretta van Erven García                                                        |
| Femmes par équipes résultats détaillés | États-Unis- Lee Kiefer - Margaret Lu - Nzingha Prescod - Nicole Ross                   | Canada- Shannon Comerford - Alanna Goldie - Eleanor Harvey - Kelleigh Ryan     | Venezuela- Isis Giménez - Liz Ribero - Emiliana Rivero - Yulitza Suárez                             |
| Sabre                                  |                                                                                        |                                                                                | |
| Hommes individuel résultats détaillés  | Eli Dershwitz                                                                          | Daryl Homer                                                                    | Renzo Agresta Jeff Spear                                                                            |
| Hommes par équipes résultats détaillés | États-Unis- Gabe Armijo - Jimmy Moody - Peter Souders - Jeff Spear                     | Canada- Rémi Bédard-Couture - Shaul Gordon - Mark Peros - Joseph Polossifakis  | Venezuela- Jesús Carvajal - José Quintero - Abraham Rodríguez - Eliécer Romero                      |
| Femmes individuel résultats détaillés  | Mariel Zagunis                                                                         | Dagmara Wozniak                                                                | Paola Pliego Anne-Elizabeth Stone                                                                   |
| Femmes par équipes résultats détaillés | États-Unis- Ibtihaj Muhammad - Anne-Elizabeth Stone - Dagmara Wozniak - Mariel Zagunis | Mexique- Tania Arrayales - Úrsula González - Paola Pliego - Julieta Toledo     | Venezuela- Alejandra Benítez - Patricia Contreras - Milagros Pastrán - Shia Rodríguez               |

## Tableau des médailles
| Rang  | Nation     | Or | Argent | Bronze | Total |
| ----- | ---------- | -- | ------ | ------ | ----- |
| 1     | États-Unis | 10 | 5      | 4      | 19    |
| 2     | Venezuela  | 1  | 2      | 5      | 8     |
| 3     | Brésil     | 1  | 1      | 2      | 4     |
| 4     | Canada     | 0  | 3      | 2      | 5     |
| 5     | Mexique    | 0  | 1      | 1      | 2     |
| 6     | Cuba       | 0  | 0      | 2      | 2     |
| 7     | Argentine  | 0  | 0      | 1      | 1     |
| 7     | Colombie   | 0  | 0      | 1      | 1     |
| Total | Total      | 12 | 12     | 18     | 42    |